# Flaga Luksemburga
Flaga Luksemburga – prostokąt podzielony na trzy poziome pasy: czerwony, biały i niebieski.

## Historia
Kolory flagi Luksemburga wywodzą się z herbu Wielkiego Księcia (XIII wiek). Następnie pojawiły się w 1830, w czasie rewolucji Belgijskiej. Były one prawdopodobnie wzięte z herbu prowincji Limburg w Belgii. W tej fladze zamiast paska o kolorze niebieskim był pasek o kolorze srebrnym. Flaga, z trzema kolorami (w tym srebrnym) została zatwierdzona oficjalnie 12 czerwca 1845. Jednakże już krótko po tym ludzie zaczęli domagać się, by nową flagą Luksemburga został lew w koronie na biało-niebieskim tle, więc w 1890 została zatwierdzona już nowa flaga. Po wojnie Luksemburg wrócił do starej flagi ze zmienionym paskiem srebrnym na niebieski i ostatecznie zatwierdzona została 16 sierpnia 1972.

## Konstrukcja i wymiary
Stosunek długości do szerokości: flaga Luksemburga występuje w proporcjach 3:5 lub 1:2 (flaga Holandii zawsze 2:3).

## Barwy
| Barwa   | Czerwony     | Niebieski   | Biały         | Żółty        | Czarny       |
| ------- | ------------ | ----------- | ------------- | ------------ | ------------ |
| Pantone | 032C         | 299C        | White         | 116C         | Black        |
| RGB     | 239; 51; 64  | 0; 163; 224 | 255; 255; 255 | 255; 206; 0  | 0; 0; 0      |
| CMYK    | 0; 90; 76; 0 | 79; 7; 0; 0 | 0; 0; 0; 0    | 0; 10; 98; 0 | 0; 0; 0; 100 |
| HEX     | #EF3340      | #00A3E0     | #FFFFFF       | #FFCE00      | #000000      |

## Galeria

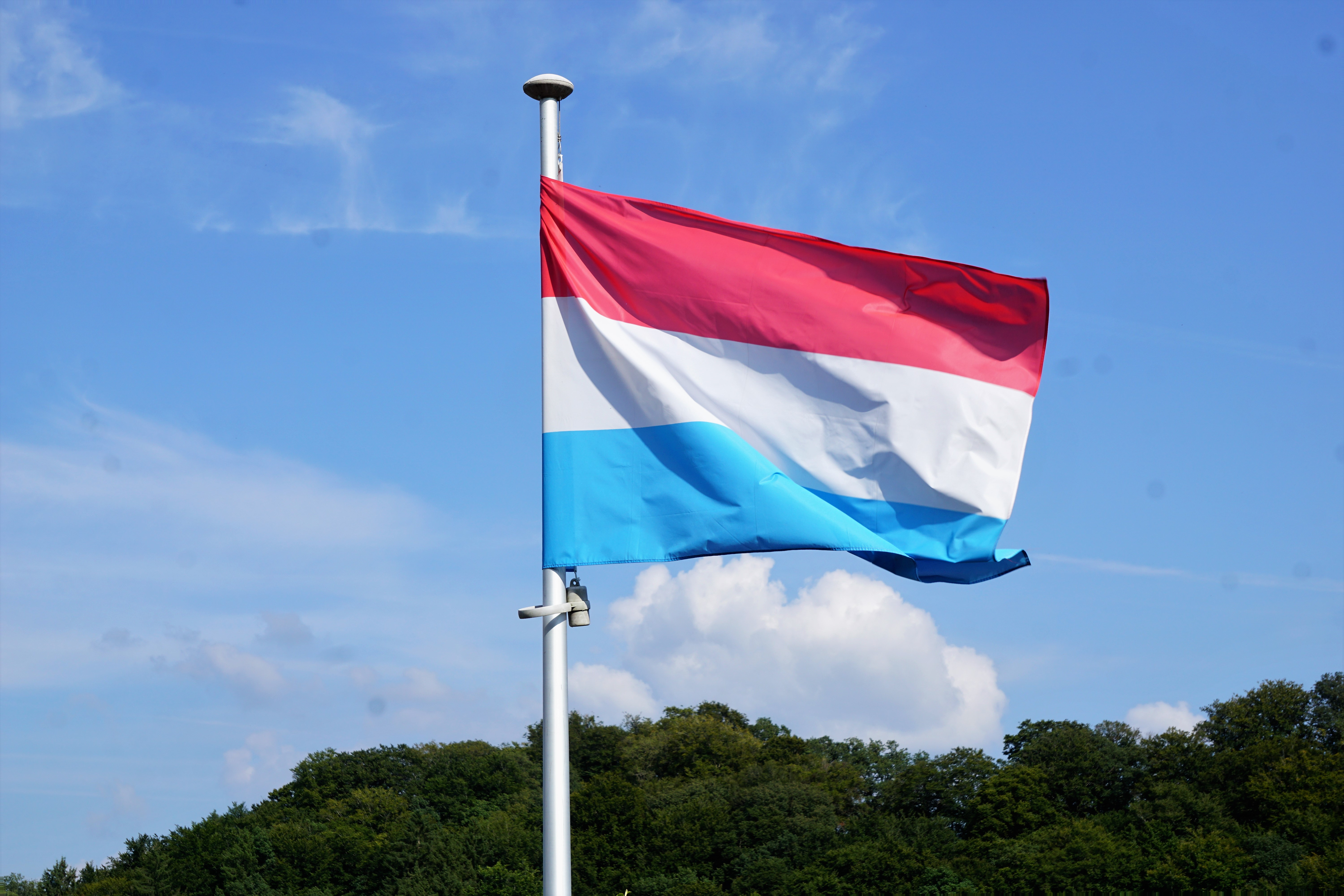
Flaga Luksemburga
Chorągiew Wielkiego Księcia
Nieoficjalna flaga belgijskiej Prowincji Luksemburg
Flaga belgijskiej Prowincji Luksemburg
Flaga Holandii